# Steven Lindemans
Steven Lindemans (Brussel, 22 maart 1931 – Zuun, 21 juni 2018) was een Belgisch Missionaris van Scheut.
Hij legde zijn geloften als pater in de Congregatie van het Onbevlekt Hart van Maria af op 8 september 1951. Zijn priesterwijding volgde op 5 augustus 1954. Van 1955 tot 1959 studeerde hij kerkgeschiedenis in Rome waar hij eveneens promoveerde tot doctor in theologie. Van 1959 tot 1967 was hij professor kerkgeschiedenis aan de missiehuizen van Scheut, Leuven en Jambes, van 1968 tot 1999 doceerde hij in Kinshasa en Kisangani en was hij er twee termijnen provinciaal overste te Kinshasa. Deze zending werd tweemaal onderbroken voor een opdracht te Rome, van 1971 tot 1972 voor de begeleiding van studenten, en van 1978 tot 1983 als secretaris-generaal van de congregatie.
In 1999 werd hij naar Rome gehaald als rector en procureur-generaal, in 2005 kreeg hij een aanstelling als rector te Leuven van het missiehuis van Scheut in de Vlamingenstraat. In 2012 werd hij toegelaten tot rust, eerst in Scheut, sinds 2017 in Zuun.
Steven Lindemans was een van de zonen van Jan Lindemans. Hij was een jongere broer van onder anderen Jan Lindemans en Leo Lindemans.